# Tanytarsus fatigans
Tanytarsus fatigans är en tvåvingeart som beskrevs av Oskar Augustus Johannsen 1905. Tanytarsus fatigans ingår i släktet Tanytarsus och familjen fjädermyggor. Inga underarter finns listade i Catalogue of Life.